# Đông Jakarta
Đông Jakarta (tiếng Indonesia: Kota Jakarta Timur) là một trong 5 thành phố của tỉnh đặc khu hành chính Jakarta, Indonesia. Thành phố này rộng 187,56 km² và có 1.959.022 (năm 2007). Sân bay quốc tế Halim Perdanakusuma và khu vui chơi giải trí Taman Mini Indonesia Indah nằm ở thành phố này.
Đông Jakarta được chia làm 10 khu là: Matraman, Pulo Gadung, Jatinegara, Duren Sawit, Kramat Jati, Makasar, Pasar Rebo, Ciracas, Cipayung và Cakung.
Website chính thức của thành phố: http://timur.jakarta.go.id Lưu trữ ngày 2 tháng 5 năm 2022 tại Wayback Machine